# 佩尔特 (塞纳-马恩省)
佩尔特（法語：Perthes，法語發音：[pɛʁt] ⓘ）是法国塞纳-马恩省的一个市镇，属于枫丹白露区。

## 地理
佩尔特（48°28'39"N, 2°33'18"E）面积12.22 平方千米，位于法国法蘭西島大區塞纳-马恩省，该省份为法国北部内陆省份，北起瓦兹省，西接埃松省、马恩河谷省、塞纳-圣但尼省和瓦兹河谷省，南至卢瓦雷省，东南接约讷省，东临马恩省和奥布省，东北接埃纳省。
与佩尔特接壤的市镇（或旧市镇、城区）包括：埃科勒河畔圣索沃尔、布瓦西斯勒鲁瓦、塞利、比耶尔地区沙伊、比耶尔地区弗勒里、埃科勒河畔圣日耳曼、比耶尔地区维利耶。

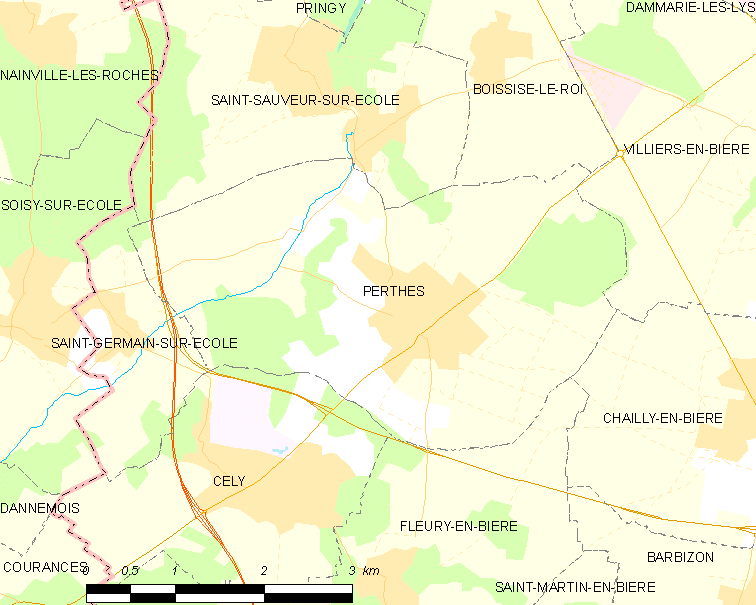
的OSM定位图

佩尔特的时区为UTC+01:00、UTC+02:00（夏令时）。

## 行政
佩尔特的邮政编码为77930，INSEE市镇编码为77359。

## 政治
佩尔特所属的省级选区为枫丹白露县。

## 人口

1962-2008年间人口变化图示

佩尔特于2022年1月1日时的人口数量为2074人。